# Fredericksburg (Texas)
Pour les articles homonymes, voir Fredericksburg.
Fredericksburg est une ville américaine de l’État du Texas, située dans le comté de Gillespie. La population était de 10 530 habitants lors du recensement de 2010. C'est le siège du comté de Gillespie.

## Géographie
La ville se situe au centre du Texas, à 110 km au nord de San Antonio et à 120 km à l'ouest d'Austin.

## Histoire
Fredericksburg a été fondée en 1846 par John O. Meusebach et baptisée en l'honneur du prince Frédéric de Prusse (1794-1863). Sa population est alors formée par des immigrants d'origine allemande.

## Démographie
| Groupe            | Fredericksburg | Texas | États-Unis |
| ----------------- | -------------- | ----- | ---------- |
| Blancs            | 90,5           | 70,4  | 72,4       |
| Autres            | 6,7            | 10,1  | 6,4        |
| Métis             | 1,1            | 2,7   | 2,9        |
| Amérindiens       | 0,4            | 0,7   | 0,9        |
| Asiatiques        | 0,6            | 3,8   | 4,8        |
| Afro-Américains   | 0,5            | 11,9  | 12,6       |
| Total             | 100            | 100   | 100        |
|                   |                |       |            |
| Latino-Américains | 21,4           | 37,6  | 16,7       |

Selon l'American Community Survey pour la période 2011-2015, 80,69 % de la population âgée de plus de 5 ans déclare parler l'anglais à la maison, 14,70 % déclare parler l'espagnol, 3,53 % l'allemand et 1,08 % une autre langue.
Le revenu par habitant était en moyenne de 28 637 dollars par an entre 2012 et 2016, légèrement supérieur à la moyenne du Texas (27 828 dollars) et mais inférieur à la moyenne nationale (29 829 dollars). Sur cette même période, 12,6 % des habitants de Fredericksburg vivaient sous le seuil de pauvreté (contre 15,6 % dans l'État et 12,7 % à l'échelle des États-Unis).

## Jumelage
- Montabaur (Allemagne) depuis 1996

## Personnalités
- Joseph Strickland (1958-), évêque catholique, est né à Fredericksburg.